# Бузовка (Днепропетровская область)
Бу́зовка (укр. Бузівка) — село в Новомосковском районе Днепропетровской области Украины. До 19 июля 2020 года входило в состав Магдалиновского района.
Код КОАТУУ — 1222381101. Население по переписи 2001 года составляло 852 человека.
Являлось административным центром Бузовского сельского совета, в который, кроме того, входили сёла Йосиповка и Колпаковка.

## Географическое положение
Село Бузовка находится между рекой Орель и каналом Днепр — Донбасс (в обоих случаях на левом берегу, т.к. они текут в противоположные стороны), примыкает к селу Йосиповка, в 2,5 км от села Колпаковка.
Река в этом месте извилистая, образует лиманы, старицы и заболоченные озёра.
Через село проходит автомобильная дорога Т-0412.

## История
- Село Бузовка основано в 1876 году.

## Объекты социальной сферы
- Школа.
- Детский сад.
- Дом культуры.
- Медпункт.

## Достопримечательности
- Братская могила советских воинов.
- Бюст Героя Советского Союза Н. И. Шкулипы

## Известные люди
- Шкулипа Николай Иванович — Герой Советского Союза